# 蘇格蘭聖公會

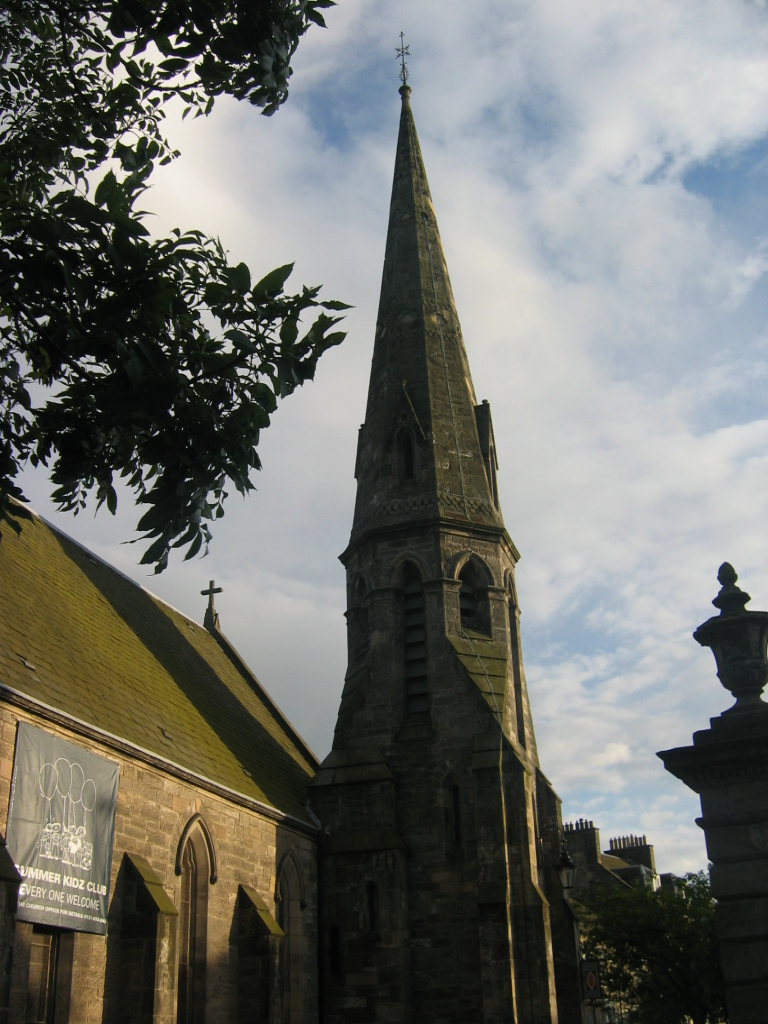
位於馬瑟爾堡的蘇格蘭聖公會教堂

蘇格蘭聖公會（The Scottish Episcopal Church，蘇格蘭蓋爾語：Eaglais Easbaigeach na h-Alba）是宗教改革時代至今蘇格蘭保留主教制的教會。而蘇格蘭傳統上的國教蘇格蘭長老會在1592年就已放棄主教制、改行長老制。但聖公會卻仍然保留主教制。蘇格蘭聖公會在普世聖公宗的拓展扮演著十分重要的角色，也是第一個放棄「Anglican」意為(「英格蘭式」）一詞，而改用「Episcopal」（主教制）一詞的教會。
美國革命後，因政治效忠等問題，美國聖公會（Episcopal Church in the United States of America）與英格蘭教會發生矛盾，導致英格蘭教會拒絕為美國聖公會祝聖主教。最後是在蘇格蘭聖公會幫助下，塞缪尔·西伯里得祝聖為美國聖公會首位主教。
在蘇格蘭地區，蘇格蘭聖公會雖是第三大基督教派，但卻是一個信眾相對較少的基督教教派，信眾人數不及蘇格蘭人口的1%，比蘇格蘭長老教會與天主教會的信眾少得多。

## 外部連結
- 蘇格蘭聖公會 （页面存档备份，存于）